# Lachapelle-Auzac
Lachapelle-Auzac è un comune francese di 792 abitanti situato nel dipartimento del Lot nella regione dell'Occitania.

## Società

### Evoluzione demografica
Abitanti censiti